# Blesami
Blesami (en llatí Blesamius) era un gàlata amic i ministre del rei gàlata Deiotarus I, que el va enviar com ambaixador a Roma. Era en aquesta ciutat quan el rei va ser jutjat i el va defensar Ciceró l'any45 aC. El discurs amb el que el va defensar es conserva, Pro Deiotaro. Blesami encara era a Roma l'any 44 aC.